# Silvestro Ganassi
Silvestro Ganassi dal Fontego (1. ledna 1492, Fontego u Benátek – 1565) byl italský hudebník a hudební pedagog.

## Činnost

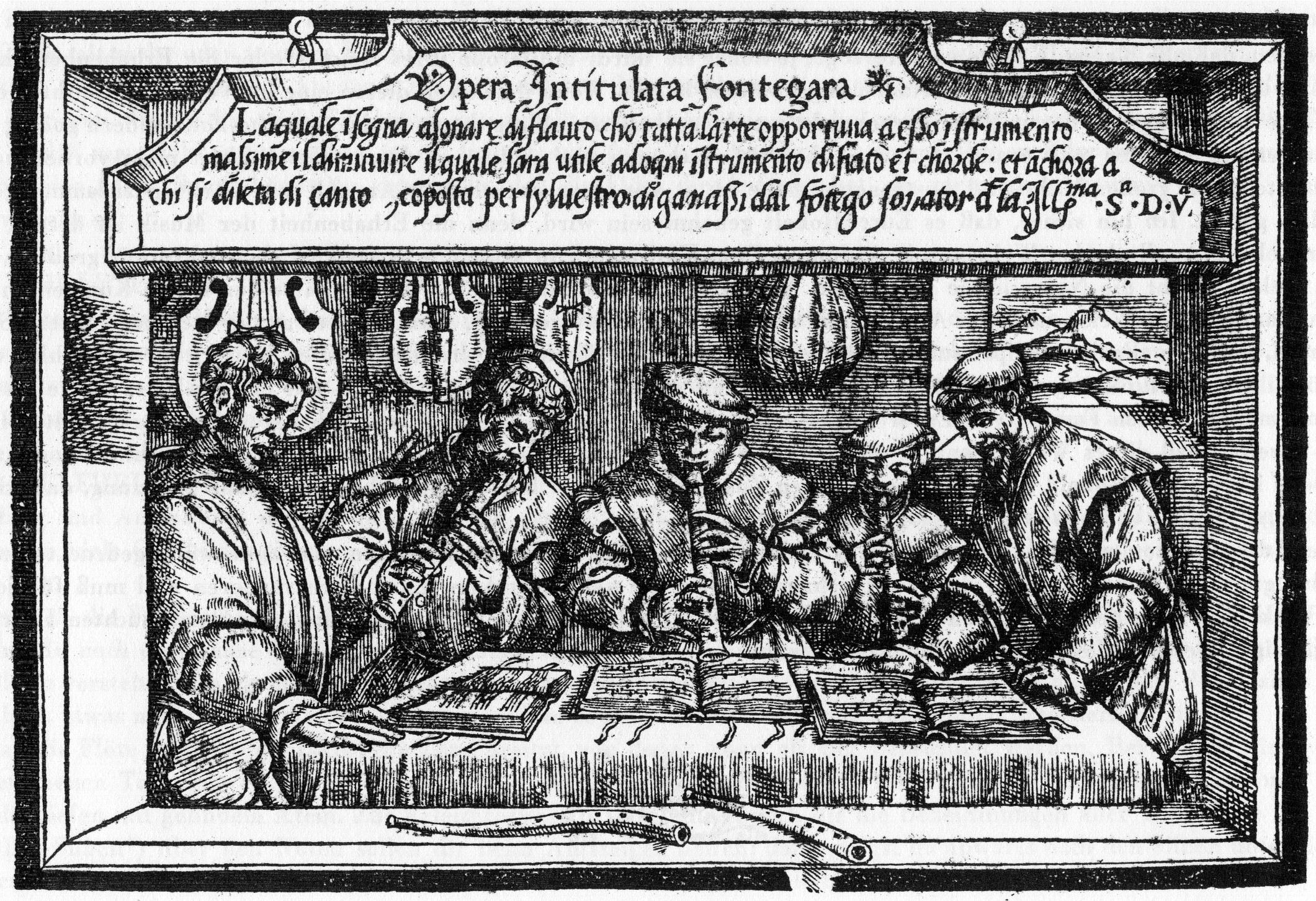
Silvestro Ganassi: titulní strana spisu La Fontegara

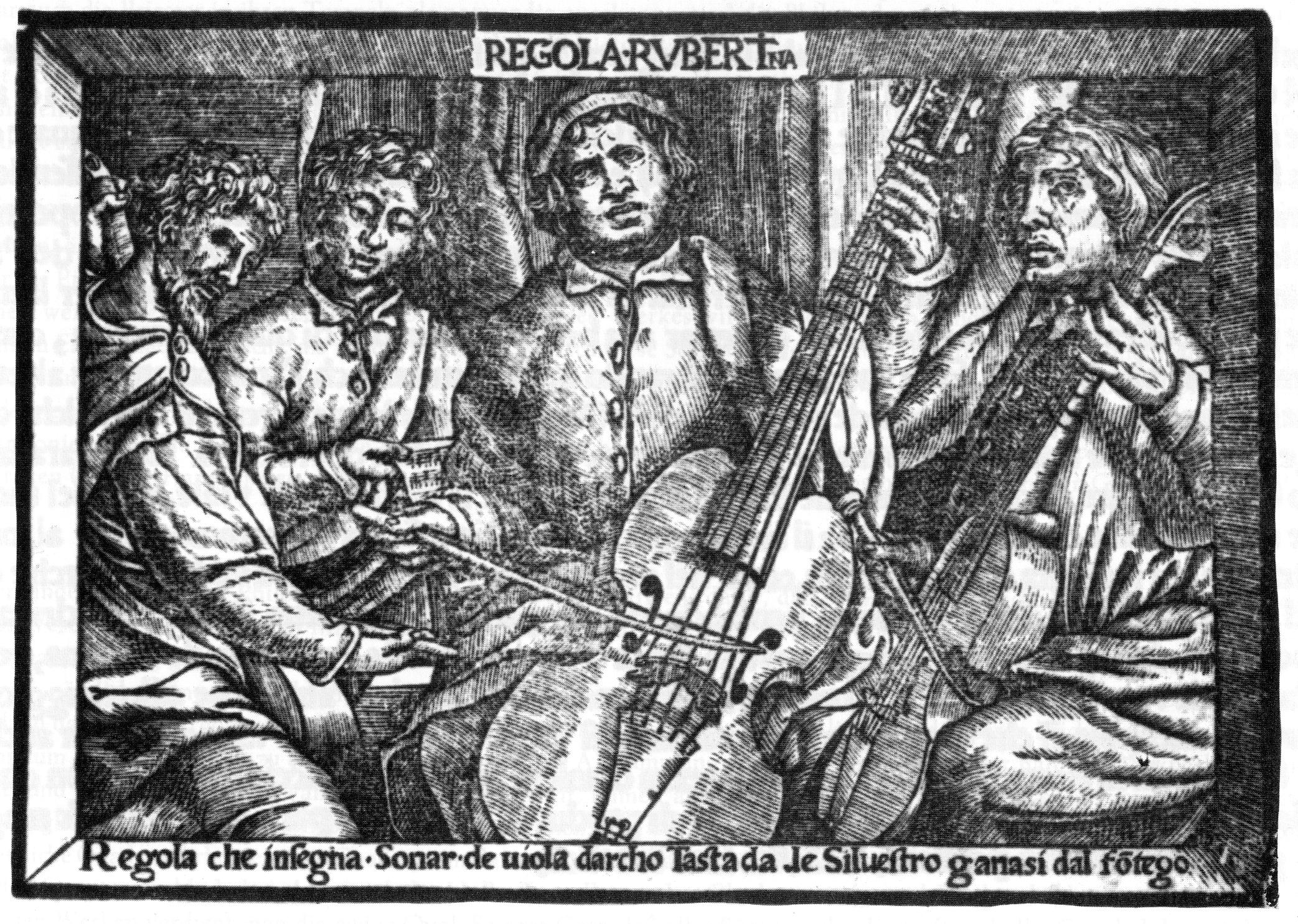
Silvestro Ganassi: titulní strana spisu Regola rubertina

Působil jako dvorní hráč na violu da gamba a zobcovou flétnu v dóžecí kapele.
Byl mezi prvními, kdo publikoval metody pro výuku hudebních nástrojů tiskem.
V roce 1535 vydal didaktickou příručku o hře na flétnu La Fontegara (Opera Intitulata Fontegara), v níž kromě cvičení na zobcovou flétnu popisuje způsoby diminuce a zdobení podle velmi podrobných melodických a rytmických schémat a z různých hledisek.
V letech 1542 a 1543 vydal dvoudílný spis Regola Rubertina, v níž popisuje hru na viola d'arco tastata, symčcovou violu s hmatníkem (viola da gamba). Druhý díl z roku 1543, Lettione Secondo je věnovaný hře na violon.